# Hino de Goiânia
O hino de Goiânia é um dos símbolos oficiais do município brasileiro supracitado, capital do estado de Goiás.
No hino, o compositor João Luciano Fleury faz referência à figura de heroísmo dos bandeirantes, à sua configuração administrativa como capital do estado e à construção planejada da cidade na década de 1940. A seguir um trecho da letra:
| “ | Vinde ver a cidade pungente Que plantaram em pleno sertão Vinde ver este trono gigante Construída com esforço de heróis É um hino ao trabalho e a cultura E seu brilho, qual luz de mil sóis Se projeta na vida futura >>> | ” |

Trecho do Hino de Goiânia, composto por João L. Fleury.